# Tosio Kato

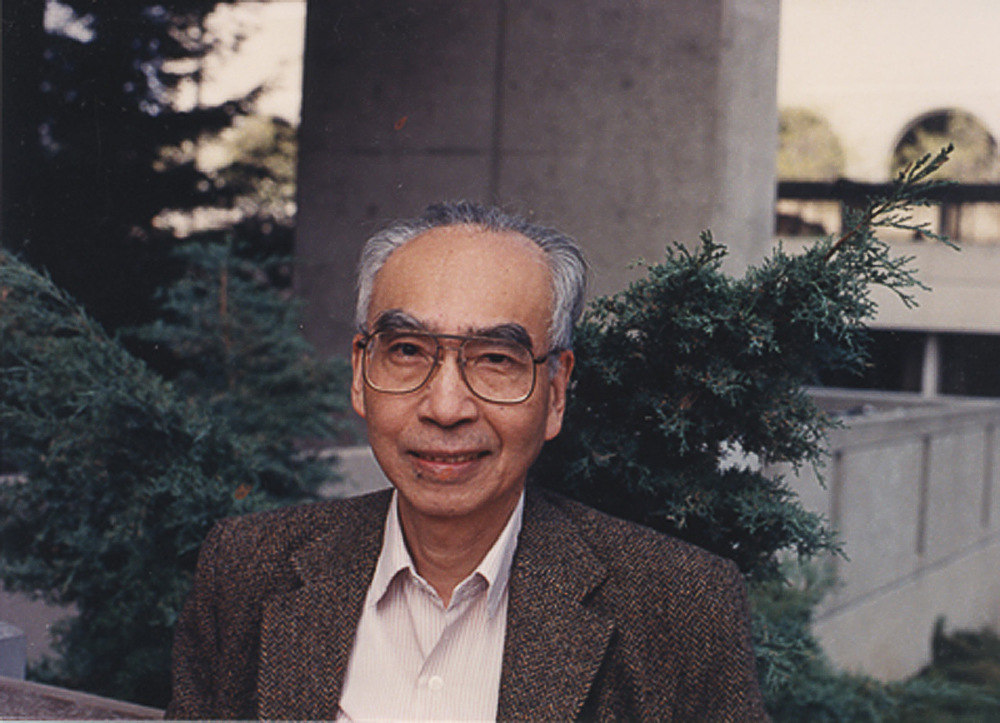
Tosio Kato

Tosio Kato (jap. 加藤 敏夫, Katō Toshio; * 25. August 1917 in Kanuma; † 2. Oktober 1999 in Oakland, Kalifornien) war ein japanischer Mathematiker, der sich mit partiellen Differentialgleichungen, mathematischer Physik und Funktionalanalysis beschäftigte.

## Leben
Kato studierte Physik und machte sein Vordiplom 1941 an der Universität Tokio. Nach Unterbrechungen durch den Zweiten Weltkrieg wurde er 1951 an der Universität Tokio promoviert, wo er 1958 Professor wurde. Ab 1962 war er tätig als Professor an der University of California, Berkeley.
Viele Arbeiten von Kato stehen in Zusammenhang mit der mathematischen Physik. 1951 zeigte er die Selbstadjungiertheit der Hamilton-Operatoren der Quantenmechanik für realistische (singuläre) Potentiale. Er beschäftigte sich mit nichtlinearen Evolutionsgleichungen, der Korteweg-de-Vries-Gleichung (Kato smoothing-Effekt 1983) und mit Lösungen der Navier-Stokes-Gleichungen. Bei den Navier-Stokes-Gleichungen in drei Dimensionen ist eines der offenen Probleme die Frage der Existenz regulärer, eindeutiger Lösungen (in zwei Dimensionen von Jean Leray gelöst), eines der Millennium-Probleme. Kato verfolgte einen neuen Zugang über Halbgruppen und Skalierungsargumente aufgrund der fraktalen Natur der Lösungen und bewies die globale Existenz eindeutiger regulärer Lösungen in drei Dimensionen, falls die Anfangsdaten nicht „zu groß“ sind. Bekannt ist Kato auch für sein einflussreiches Buch Perturbation theory of linear operators, erschienen beim Springer-Verlag.
Nach ihm ist das Problem von Kato benannt, das er 1953 aufstellte. Es fragt danach, ob die Wurzeln bestimmter elliptischer Operatoren (im Funktionalkalkül definiert) analytisch sind. Das Problem wurde 2002 von Pascal Auscher, Steve Hofmann, Michael T. Lacey, Alan McIntosh und Philippe Tchamitchian gelöst.
1960 erhielt er den Asahi-Preis. 1980 gewann er den Norbert-Wiener-Preis in angewandter Mathematik der Society for Industrial and Applied Mathematics (SIAM). 1970 hielt er einen Plenarvortrag auf dem Internationalen Mathematikerkongress (ICM) in Nizza (Scattering theory and perturbation of continuous spectra).

## Schriften
- Perturbation theory of linear operators. Grundlehren der mathematischen Wissenschaften, Springer-Verlag 1966, 1976.
- A short introduction to the perturbation theory of linear operators. Springer-Verlag 1982.
- Quasi-linear equations of evolution, with applications to partial differential equations. In: Spectral theory and differential equations (Proc. Sympos., Dundee, 1974; dedicated to Konrad Jörgens), Springer, Berlin, 1975, Lecture Notes in Math., Vol. 448, S. 25–70.